# Jelina
Jelina je naseljeno mjesto u sastavu općine Zenice, Federacija Bosne i Hercegovine, BiH. Nalazi se zapadno od rijeke Bosne, uz cestu R403 i željezničku prugu prema Doboju. U Jelini je željeznička postaja.

## Upravna organizacija
Godine 1981. pripojena je naselju Banlozu (Sl.list SRBiH 28/81 i 33/81)

## Stanovništvo
Prema popisu 1981. ovdje su živjeli:
- Muslimani - 6
- Hrvati - 1
- Jugoslaveni - 1
- UKUPNO: 8